# Pârâul Câinelui, Târnava Mare
- Pentru alte utilizări ale numelui propriu, vedeți pagina Pârâul Câinelui (dezambiguizare).

Pârâul Câinelui(sau Valea Câinelui) este un curs de apă, afluent de stânga al râului Târnava Mare, care la rândul său este un afluent de dreapta al râului Râul Târnava, cel mai mare afluent al râului Mureș. 

## Generalități
Pârâul Câinelui este un pârâu ce izvorăște din mărginimea municipiului Sighișoara, are o lungime de 7 km și are ca afluent pârâul Caraiman. Zona pe care o străbate până în Sighișoara poartă denumirea de Valea Cainelui.
Pârâul străbate și cătunul Aurel Vlaicu. În municipiul Sighișoara străbate 3 străzi: Dimitrie Cantemir, Cânepii și Codrului. Înainte de confluența cu Târnava Mare, Pârâul Câinelui trece prin Tunelul Câinelui, lung de aproximativ 250 m.
Pârâul Câinelui, Târnava Mare, nu are ca afluenți alte cursuri de apă notabile.

## Hărți
- Harta municipiului Sighișoara Arhivat în 2 ianuarie 2008, la Wayback Machine.